# Sebastiano Molinari
Sebastiano Molinari (Fabriano, 28 novembre 1961) è un tiratore a volo italiano.

## Carriera
È stato campione italiano di tiro all'elica nel 2007 e vicecampione mondiale di tiro all'elica nell'anno 2005.
Attualmente risiede a San Severino Marche dove ha ricevuto il premio come miglior sportivo per l'anno 2008.
Il 1º maggio 2013, si posiziona primo nella 4ª prova del Campionato Italiano, vincendo su 153 concorrenti.